# Cyclops landei
Cyclops landei – gatunek widłonoga z rodziny Cyclopidae. Opisał go w 1933 roku polski hydrobiolog Zygmunt Koźmiński, nadając mu nazwę Cyclops strenuus landei, czyli uznając za podgatunek Cyclops strenuus.